# Raghunath Murmu

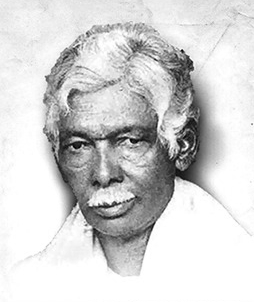
Raghunath Murmu

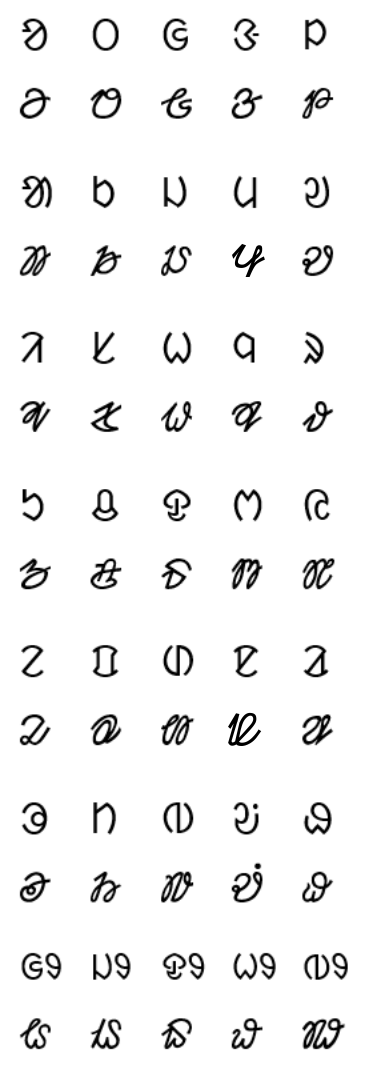
Das Ol-Chiki-Alphabet

Pandit Raghunath Murmu (* 5. Mai 1905 in Dandbose, Orissa; † 1. Februar 1982) war der Erfinder der unter verschiedenen Namen bekannten Schrift Ol Chiki (ᱚᱞ ᱪᱤᱠᱤ), einer 1925 für die Schreibung der Sprache Santali entwickelten Buchstabenschrift.

## Leben
Raghunath Murmu wurde 1905 im Dorf Dandbose (Dahardih) (nahe der Stadt Rairangpur) im Bundesstaat Mayurbhanj (heute im Bundesstaat Odisha), Indien, geboren. Sein Vater, Nandlal Murmu, war Dorfvorsteher. Gemäß den traditionellen Ritualen der Santal-Gemeinschaft (auch als Kherwal-Gemeinschaft bekannt) wurde er nach seiner Geburt Chunu Murmu genannt. Später jedoch änderte der Priester, der diese Zeremonie durchführte, seinen Namen von Chunu Murmu in Raghunath Murmu.
Im Alter von sieben Jahren besuchte er eine Odia-sprachige Schule, 3 km von seinem Dorf entfernt. Am ersten Schultag stellte er fest, dass sein Lehrer ein Odiya war. Er begann sich zu fragen, warum die Schule nicht in seiner Muttersprache Santali unterrichtet wurde. Er fragte sich: „Warum sollen wir in dieser Sprache lernen? Odiya ist ein Unterrichtsmedium für Odiya-sprechende Menschen. Wir sind Santals (Kherwal), warum werden wir also nicht in Santali unterrichtet?“
Er verlangte von seinem Vater, ihn an eine Schule mit Santali-Unterricht zu schicken. Daraufhin erklärte ihm sein Vater, dass Santali keine eigene Schrift habe und deshalb kein Schulunterricht in dieser Sprache erteilt werden könne. Raghunath Murmu machte sich Gedanken, warum sein Volk keine eigene Schrift hatte und beschäftigte sich immer wieder mit dieser Frage.
1914 wechselte er an eine andere Schule (7 km von seinem Dorf entfernt). Da diese Schule ziemlich weit von seinem Heimatdorf entfernt ist, baute er auf dem Grundstück eines Verwandten eine Hütte in der Nähe der Schule. Er wohnte dort mit einigen anderen Jungen. Während diese auf einem nahe gelegenen Spielplatz spielten, blieb er zurück und zeichnete verschiedene Formen auf die Erde, aus denen später sein eigenes Alphabet wurde.
Nach seiner Immatrikulation im Jahr 1928 nahm er eine Stelle als Lehrling in einem Elektrizitätswerk an. Anschließend ging er nach Serampore (in der Nähe von Kolkata), um eine industrielle Ausbildung zu absolvieren. Seine technische Ausbildung absolvierte er an drei verschiedenen Orten in Westbengalen. Anschließend wurde er Lehrer am Technischen Institut von Baripada. Nach einer kurzen Tätigkeit am technischen Institut wurde er 1933 Lehrer an einer Grundschule. Es wird gemutmaßt, dass er beim Unterrichten manchmal die Ol-Chiki-Schrift verwendete. Einer seiner Schüler (Sohn eines Zimmermanns) ritzte die neuen Buchstaben auf eine hölzerne Chapati-Rolle. Nachdem er Tinte auf diese Walze aufgetragen hatte, druckte er die Buchstaben auf Papier, indem er die Walze über das Papier rollte. Das erste Buch mit dem Namen Horh Sereng in Ol-Chiki-Schrift wurde 1936 veröffentlicht. Sein erstes Theaterstück Bidu-Chandan veröffentlichte er 1942. Darin beschrieb er, wie der Gott Bidu und die Göttin Chandan, die als Menschen auf die Erde kamen, die Ol-Chiki-Schrift erfanden, um ihre Liebe zueinander mit Hilfe des geschriebenen Santali auszudrücken.
Er besuchte verschiedene Santal-Dörfer und lehrte den Gebrauch der von ihm erfundenen Ol-Chiki-Schrift. Die Menschen schätzten ihn als Lehrer und begannen, ihn Pandit Raghunath Murmu zu nennen.
Während der Swadeshi-Unabhängigkeitsbewegung im Jahr 1942 wurde er als Revolutionär gebrandmarkt, da er sich für die von ihm erfundene Ol-Chiki-Schrift einsetzte. Er flüchtete in das Heimatdorf seiner Frau und hielt sich dort versteckt. In dieser Zeit setzte er seine Arbeit an der Entwicklung der Santali-Literatur unter Verwendung der Ol-Chiki-Schrift fort. Am 15. August 1947 erlangte Indien die Unabhängigkeit. In dieser Zeit wurde auch die Forderung nach einem Staat Jharkhand für die Santali sprechenden Stammesangehörigen immer lauter. Raghunath Murmu war ein eifriger Unterstützer dieser Jharkhand-Bewegung. Deshalb wurde auch ein Haftbefehl auf seinem Namen ausgestellt. Er verließ das Dorf und arbeitete für Tata Steel in Jamshedpur. Gemeinsam mit seinem Freund Sadhu Murmu begann er dort, Informationen über die Ol-Chiki-Schrift zu verbreiten. Wo immer sie eine Gruppe von 4 bis 5 Personen fanden, gingen sie auf diese zu und erzählten von der Ol-Chiki-Schrift. Auf seinen Reisen brachte er den Dorfbewohnern an vielen Orten das Lesen und Schreiben der Ol-Chiki-Schrift bei. 
Die letzten Jahre seines Lebens verbrachte er in sein Heimatdorf, nachdem er sein Leben lang herumgereist war, um die Ol-Chiki-Schrift zu verbreiten, während seine Schwiegermutter für seine Familie sorgte. 1956 wurde er mit dem Titel „Guru Gomke“ (der große Lehrer) geehrt. Während dieser Zeit schenkte ihm sein Schwager eine Druckmaschine. Er kaufte verschiedene Metalldruckschriften und begann, Bücher in der Ol-Chiki-Schrift zu drucken. Unter seiner Leitung wurde die Wochenzeitschrift Saagen Saakam gedruckt und verteilt, um die Santali-Literatur zu verbreiten.
Für seine bahnbrechenden Arbeiten zur Santali-Literatur und -Schrift erhielt Raghunath Murmu zahlreiche Auszeichnungen. Die Universität Ranchi verlieh ihm den Ehrendoktortitel für seinen Beitrag zur Santali-Literatur.
Er starb am 2. Februar 1982.